# Крістін Кунс
Крістін Кунс (англ. Kristine Kunce; нар. 3 березня 1970) — колишня австралійська професійна тенісистка.
Здобула шість парних титулів туру WTA.
Найвищу одиночну позицію світового рейтингу — 45 місце досягла 15 серпня 1994, парну — 25 місце — 19 вересня 1994 року.
Завершила кар'єру 2000 року.

## Фінали в парному розряді
| Легенда               |
| Grand Slam (0)        |
| WTA Championships (0) |
| Tier I (0)            |
| Tier II (0)           |
| Tier III (0)          |
| Tier IV (6)           |

### Перемоги (6)
| Ранг | Дата            | Турнір                        | Покриття | Партнерing        | Опоненти                        | Рахунок       |
| 1.   | 26 квітня 1993  | Джакарта, Індонезія           | Тверде   | Ніколь Арендт     | Емі Делоун Еріка Делоун         | 6–3, 6–4      |
| 2.   | 25 квітня 1994  | Джакарта, Індонезія           | Тверде   | Ніколь Арендт     | Керрі-Енн Г'юз Андреа Стрнадова | 6–2, 6–2      |
| 3.   | 11 вересня 1995 | Токіо, Японія                 | Килим    | Керрі-Енн Г'юз    | Sung-Hee Park Хіракі Ріка       | 6–4, 6–4      |
| 4.   | 11 вересня 1995 | Pattaya Women's Open, Таїланд | Тверде   | Джилл Гетерінгтон | Крістін Годрідж Міягі Нана      | 2–6, 6–4, 6–3 |
| 5.   | 21 квітня 1997  | Джакарта, Індонезія           | Тверде   | Керрі-Енн Г'юз    | Ленка Немечкова Йосіда Юка      | 6–4, 5–7, 7–5 |
| 6.   | 11 вересня 1995 | Токіо, Японія                 | Тверде   | Коріна Мораріу    | Флоренсія Лабат Домінік Монамі  | 6–3, 6–4      |

### Поразки (7)
| Ранг | Дата            | Турнір                      | Покриття   | Партнерing        | Опоненти                               | Рахунок       |
| 1.   | 19 квітня 1993  | Kuala Lumpar, Малайзія      | Тверде (i) | Ніколь Арендт     | Патті Фендік Мередіт Макґрат           | 6–4, 7–6(7–2) |
| 2.   | 4 жовтня 1993   | Республіка Китай            | Тверде     | Джо-Анн Фолл      | Басукі Яюк Міягі Нана                  | 6–4, 6–2      |
| 3.   | 18 квітня 1994  | Kallang, Сінгапур           | Тверде     | Ніколь Арендт     | Патті Фендік Мередіт Макґрат           | 6–4, 6–2      |
| 4.   | 12 червня 1995  | Birmingham Classic, England | Трава      | Ніколь Брадтке    | Манон Боллеграф Ренне Стаббс           | 3–6, 6–4, 6–4 |
| 5.   | 1 січня 1996    | ASB Classic, Австралія      | Тверде     | Джилл Гетерінгтон | Ельс Калленс Жулі Алар-Декюжі          | 6–1, 6–0      |
| 6.   | 23 лютого 1998  | Мемфіс, США                 | Тверде     | Кетеліна Крістя   | Серена Вільямс Вінус Вільямс           | 7–5, 6–2      |
| 7.   | 11 вересня 1995 | Gold Coast, Австралія       | Тверде     | Іріна Спирля      | Коріна Мораріу Лариса Савченко-Нейланд | 6–3, 6–3      |